# Distretto di Li
Il distretto di Li (in thailandese: ลี้) è un distretto (amphoe) della Thailandia, situato nella provincia di Lamphun.